# Британська Америка
Британська Америка (англ. British America) — застарілий термін, який використовували для позначення територій в Америці, які перебували під контролем Британської корони або Британського парламенту.

## Історія
Вихідною офіційною назвою британських володінь в Америці було Британська Америка і Британські Західні Індії (англ. British America and the British West Indies).. Вони сильно збільшилися в розмірах після підписання Паризького мирного договору 1763, коли Британія отримала Нову Францію.
У 1775 почалася Війна за незалежність США. За завершившою її Паризьким миром (1783) Велика Британія не тільки визнала незалежність Тринадцяти колоній, але і передала Іспанії колонії Східна Флорида та Західна Флорида.

## Список британських колоній в Америці в 1775
- Тринадцять колоній
  - Колонії Нової Англії
    - Провінція Массачусетс-Бей
    - Провінція Нью-Гемпшир
    - Колонія Род-Айленд і плантація Провіденс (заснована в 1636 році баптистами, вигнаними з Массачусетс-Бей)
    - Колонія Коннектикут

  - Середні колонії
    - Провінція Нью-Йорк
    - Провінція Нью-Джерсі
    - Провінція Пенсильванія
    -  Колонія Делавер

  - Південні колонії
    -  Провінція Меріленд
    - Колонія Вірджинія
    -  Провінція Північна Кароліна
    -  Провінція Південна Кароліна
    -  Провінція Джорджія
- Провінція Східна Флорида
- Провінція Західна Флорида
- Індіанська резервація (1763)
- Провінція Квебек
- Нова Шотландія
- Острів Принца Едуарда
- Колонія Ньюфаундленд
- Земля Руперта

## Список британських колоній в Америці в 1783
- Британська Північна Америка
  - Провінція Квебек
  - Нова Шотландія
  - Нью-Брансвік
  - Острів Принца Едуарда
  -  Колонія Ньюфаундленд
  - Земля Руперта
- Британські Навітряні острова
- Острів Ямайка і підлеглі йому території
  - Ямайка
  - Британський Гондурас
  - Берег москітів
  - Іслас-де-ла-Баія
  - Кайманові острови
- Багамські острови
- Бермудські острови
- Барбадос
- Гренада
- Сент-Вінсент (відділений від Гренади в 1776)
- Тобаго (відділений від Гренади в 1776)
- Домініка (відділений від Гренади в 1770)